# Súng trường Beaumont

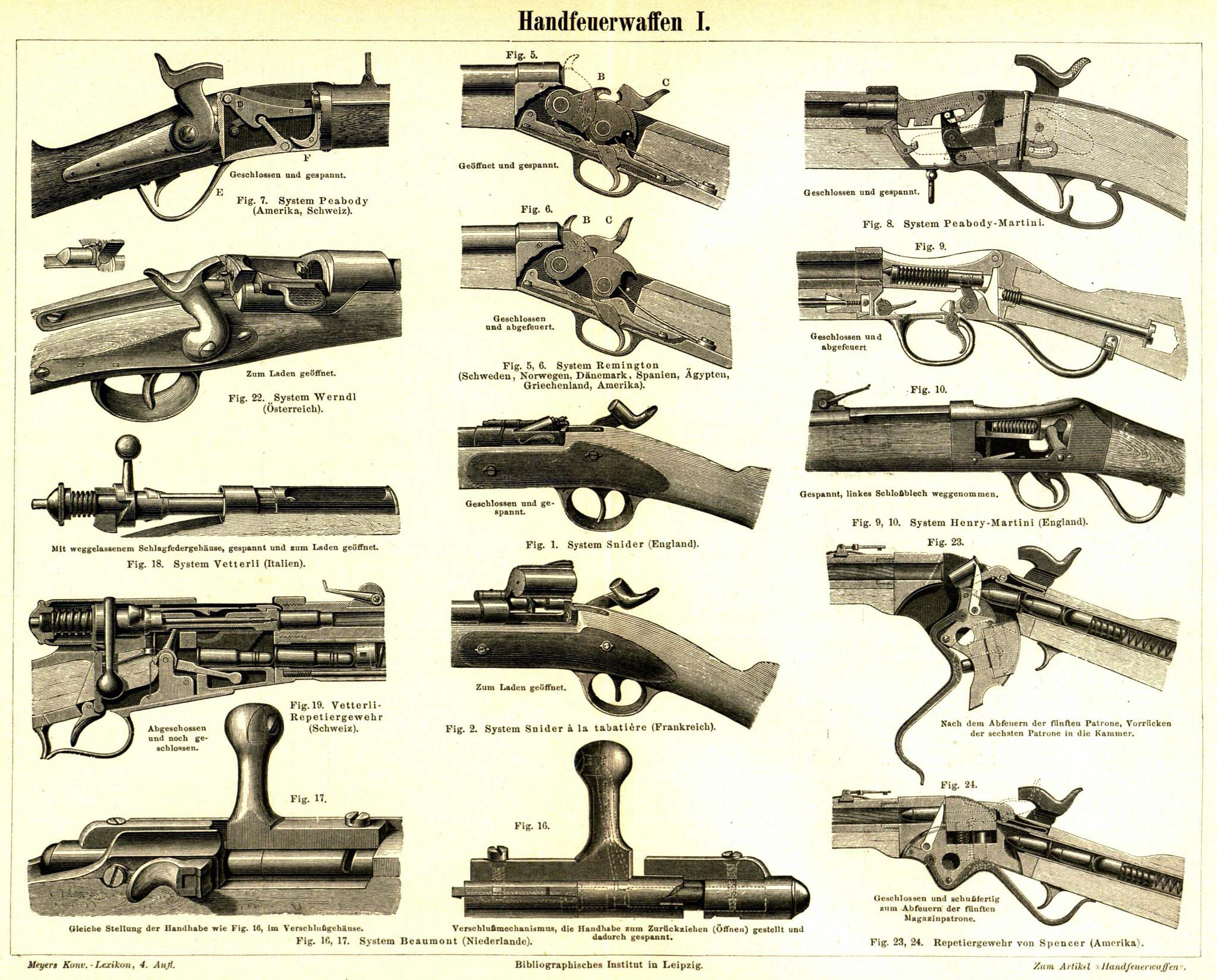
Súng trường Beaumont

Súng trường Beaumont kiểu 1871 do Edouard de Beaumont thiết kế và là súng trường tiêu chuẩn của Hà Lan từ 1871-1907 với nhiều phiên bản. Súng nạp đạn rời từng viên từ đuôi nòng nên được gọi là "khai hậu".